# Idilia Dubb

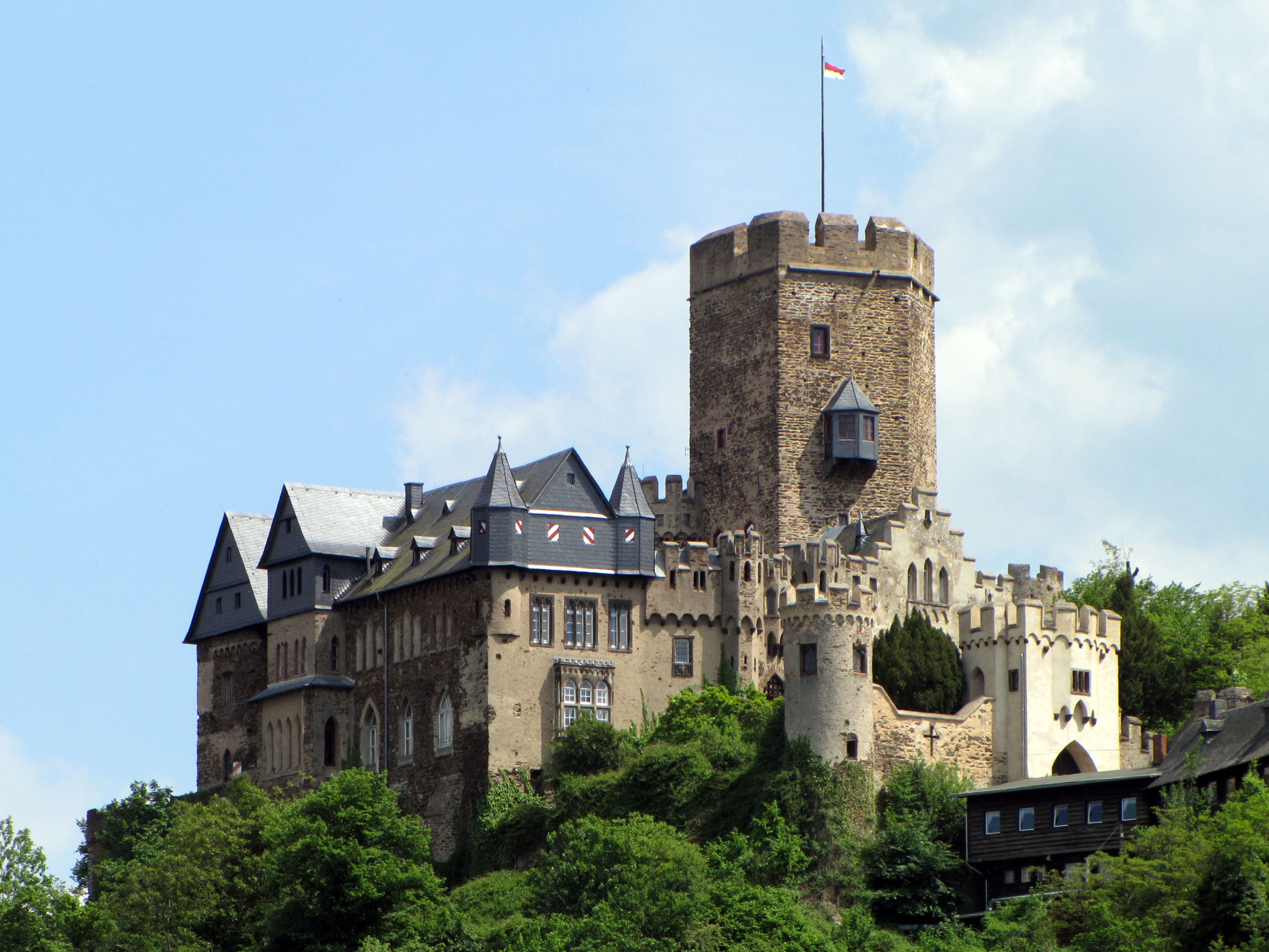
Burg Lahneck

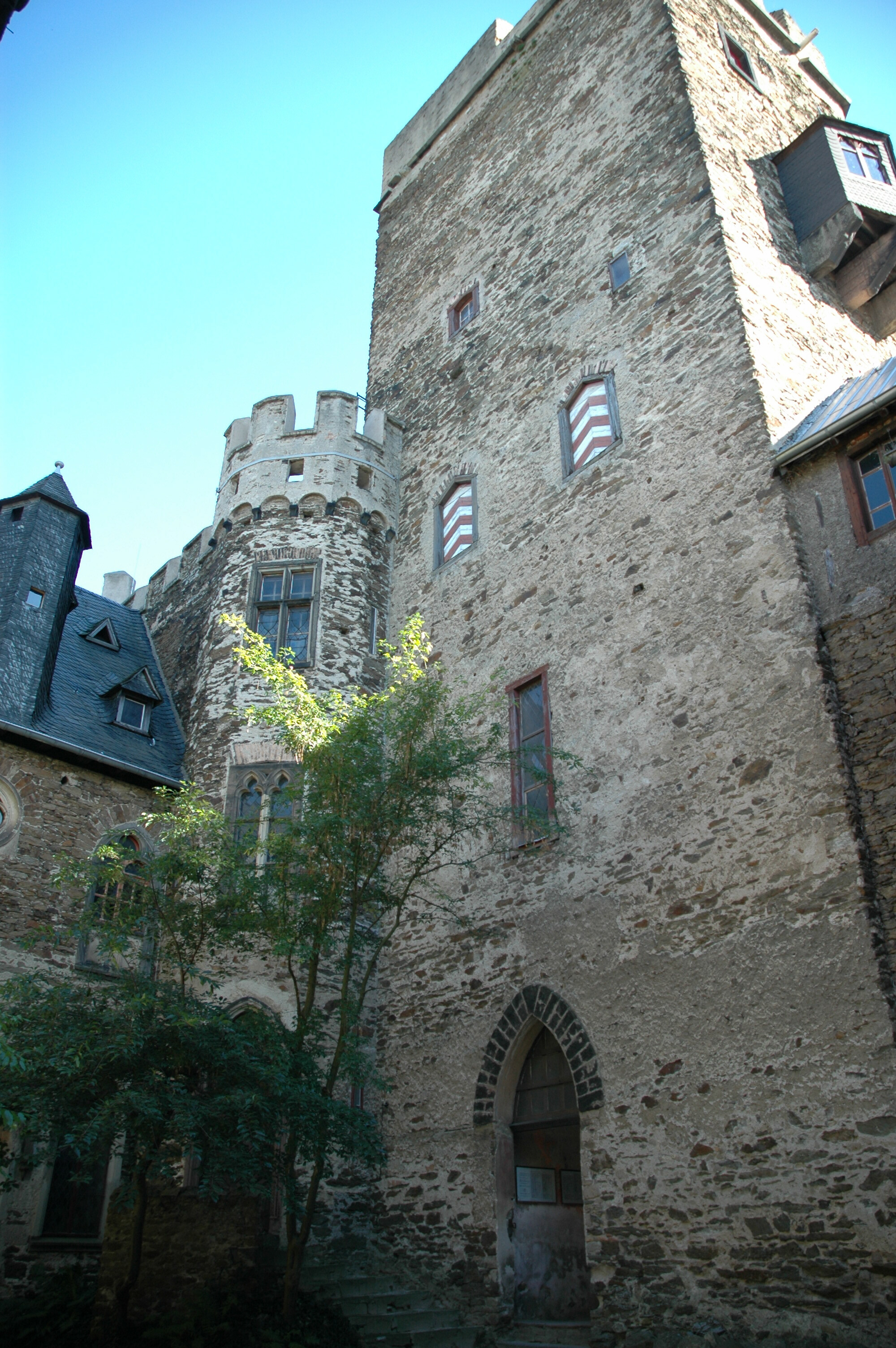
Bergfried der Burg Lahneck

Die siebzehnjährige Idilia Dubb aus Edinburgh soll im Jahr 1851 auf einem der Türme der Burg Lahneck verdurstet sein. Aller Wahrscheinlichkeit nach handelt es sich dabei jedoch um eine 1863 als Zeitungsbericht publizierte literarische Erfindung, die in den Zusammenhang der literarischen Rheinromantik gehört, später gewissermaßen ein Eigenleben entwickelte und als Grundlage für weitere Texte diente, aber nicht um ein tatsächliches Ereignis. 

## Vorgeschichte
Die 17-jährige Idilia Dubb war, so heißt es, mit ihren Eltern und zwei Geschwistern 1851 auf einer Rheinreise, die sie auch nach Koblenz führte. Nach der Übernachtung im Hotel wanderten die Dubbs am folgenden Tag nach Lahnstein, wo sie sich im Wirtshaus an der Lahn einmieteten. Vor der Abreise suchte Idilia, die Malerin werden wollte, allein die damalige Burgruine Lahneck auf, um noch eine Zeichnung von ihr anzufertigen. Als sie den etwa zwanzig Meter hohen Turm der Burg erstiegen hatte, stürzte die Holztreppe ein, die wenige Jahre zuvor von Naturfreunden wegen der schönen Aussicht ins Lahntal errichtet worden war. Damit war ihr der Rückweg abgeschnitten. Es gelang ihr nicht, sich bemerkbar zu machen, sodass sie nach vier Tagen verdurstete. Während dieser Zeit führte sie ein Tagebuch. Eine von den Eltern eingeleitete Suche nach dem Mädchen blieb erfolglos und so reisten sie schließlich ohne ihre Tochter nach Schottland zurück.
Angeblich entdeckten Bauarbeiter 1860 auf dem Turm ein Skelett und in einer Mauerscharte Idilia Dubbs Tagebuch.
Diese Geschichte wurde – zusammen mit den letzten Seiten des Tagebuchs – in zwei Teilen unter dem Titel „Der Tod der Miß Dubb“ im Adenauer Kreis- und Wochenblatt vom 26. Oktober und 1. November 1863 veröffentlicht.
Zuvor war sie vom 26. August bis 1. September 1863 in sechs Folgen unter dem Titel „Der Tod auf Burg Lahneck“ im Feuilleton des Neuen bayerischen Volksblatts in Stadtamhof, erschienen. Die niederländische Version „De dood op burg Lahneck“, die De Huisvriend. Gemengde lectuur voor burgers in stad en land, verzameld door J.J.A. Goeverneur 1863 brachte, mag sogar noch früher erschienen sein.
Lange galten die Artikel als Beleg für die Authentizität der Geschichte. 2002 erschien im C. Bertelsmann Jugendbuchverlag eine Übersetzung des angeblichen Originaltagebuches. Als Bearbeiterin wird eine angebliche Freundin Idilias mit Namen Genevieve Hill genannt, die die Tagebücher ihrer Freundin für eine Veröffentlichung vorbereitet habe. Vor allem neuere Recherchen, zuletzt von Klaus Graf, deuten darauf hin, dass alle diese Belege ohne Wert sind und es sich um eine moderne Sage handelt, die erst durch Publikationen wie die genannten von 1863 in Umlauf gebracht wurde.
Schon die Allgemeine Zeitung München, die am 30. Juni 1864 eine Kurzfassung der Geschichte wiedergab, die die Pfälzer Zeitung am 21. Juni 1864 gebracht hatte, fühlte sich an „die Erzählung von einer Braut in Modena“ „in der Italy des Dichters Rogers“ erinnert.
Näher liegt als Quelle die Erzählung „The Tower of Lahneck. A Romance“ von Thomas Hood, die dieser 1842 in seiner Zeitschrift The New Monthly Magazine veröffentlicht hatte. Es geht darin um eine Engländerin und ihre junge deutsche Freundin, die Ende Mai 1830 den Turm von Burg Lahneck besteigen. Dort erfreuen sie sich nur kurz der Aussicht in das Rheintal, als plötzlich die Treppe des Turms dröhnend in sich zusammenbricht, was ihnen den Abstieg unmöglich macht. Hilferufe und andere Versuche, auf sich aufmerksam zu machen, erweisen sich als zwecklos. Statt langsam zu verschmachten, wählt die Deutsche den Todessprung in die Tiefe und lässt ihre Freundin allein zurück. Sei auch sie umgekommen? Jeder, den man frage, beteuere, nichts gehört oder gesehen zu haben. Nur der Angler am Rhein habe einmal Krähe und Rabe über der Burg schweben gesehen und einen kreischenden Adler, der sich auf dem Turm niedergelassen habe.
Zugrunde lag, was Hoods Frau Jane, wie Hood in seinen Memorials berichtet, bei einer gemeinsamen Rheinreise 1836 selbst widerfahren war. Jane und ein Fräulein von B. hatten den Turm bestiegen, als sechs Stufen der Treppe in die Tiefe stürzten. Die beiden Frauen konnten sich erst nach geraumer Zeit bemerkbar machen und in Sicherheit gebracht werden.

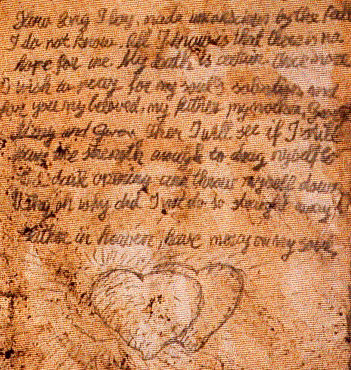
Letzte Tagebuchseite
„Father in heaven, have mercy on my soul“
(„Vater im Himmel sei meiner Seele gnädig“)

## Bericht im Adenauer Kreis- und Wochenblatt 1863
Der Bericht beginnt mit einer Erinnerung daran, „dass vor elf Jahren in allen Blättern der Rheingegenden, später auch in denen des übrigen Deutschlands, eifrig nach einer M. Idilia Dubb geforscht wurde“, und schließt mit einer Wiedergabe der angeblich auf Burg Lahneck aufgefundenen Aufzeichnungen der dort verschmachtenden Idilia „aus dem englischen Urtext, wie ihn die Times und andere britischen Blätter ihrer Zeit mittheilten“.  Nachforschungen nach solchen Veröffentlichungen blieben indes fruchtlos. Die Namen der Familienmitglieder und der genannten Freundinnen finden sich auch nicht in den Geburts- und Todesregistern Edinburghs, die in der offiziellen Regierungsquelle zu genealogischen Daten Schottlands zugänglich sind.
Auch die in den Artikeln enthaltenen Beschreibungen zum Aussehen des Turmes passen nicht zur Realität. Ein Turm sollte demnach wegen Baufälligkeit abgetragen werden. Der 28 m hohe Bergfried war – im Gegensatz zu einigen wesentlich niedrigeren in den verfallenen Zwingermauern – noch fast vollständig erhalten. Er hatte aber – wie für Bergfriede üblich – keinen ebenerdigen Zugang. Die Treppen in den oberen Stockwerken sind in Gewölben im Inneren der Außenmauer angelegt, so dass sie wohl erhalten waren. Zumindest kann dort von einem Zusammenbrechen auf einen Schlag keine Rede sein.
Neue Bauuntersuchungen zeigen außerdem, dass der Zugang zum Turm wesentlich früher als 1860 erfolgt sein muss. Als erstes wurde beim Wiederaufbau im 19. Jahrhundert ein Gebäude zwischen Außenmauer und Bergfried neu errichtet, welches einen Zugang zu diesem erhielt. Dendrochronologische Untersuchungen weisen als Baujahr die Jahre 1853–55 aus. Außerdem hätten einige nach Jahrhunderten lose herabfallende Steine die Bauarbeiter getötet und er muss daher als allererste Baumaßnahme gesichert worden sein. Eher kommt evtl. der damals noch gut erhaltene und schlanke Nord-West-Turm hierfür in Frage, der – direkt am Abhang abseits der Burg stehend – eine gute Aussicht über das Lahntal bietet und in dem sich nach dem Wochenblatt die zusammengebrochene Holzwendeltreppe befunden haben soll.

## Das Buch des Bertelsmann Verlages
Diese Veröffentlichung aus dem Jahr 2002 gibt zwei Tagebücher wieder, deren Originale sich angeblich im Besitz einer Stiftung befinden sollen, nähere Angaben werden hierzu vom „Herausgeber“ nicht gemacht. Das erste (größere) enthält die Geschichte der Rheinreise bis zum Ausflug Idilias zur Burg Lahnstein, das zweite die angeblich auf der Burg gefundenen Seiten, ähnlich wie sie im Adenauer Kreis- und Wochenblatt zitiert wurden.
Das erste Tagebuch kann angesichts einer Vielzahl von Unstimmigkeiten nicht als authentisch angesehen werden. So wird die Ruine der Johanniskirche noch mit zwei Türmen beschrieben, obwohl der Nordturm bereits am 28./29. Juli 1844 eingestürzt war. Dies und andere Details (z. B. bei der Beschreibung von Koblenz oder einem angeblich zu hörenden Zug, obwohl es zu dieser Zeit noch keine Eisenbahn im Rheintal gab) lassen vermuten, dass hier ein teilweise fehlerhafter oder falsch verstandener älterer Reiseführer als Vorlage gedient hat. Auch die sehr offene Beschreibung der Liebesgeschichte von Idilia Dubb ist für ein Mädchen der viktorianischen Zeit – selbst in einem privaten Tagebuch – nicht vorstellbar.
Dem zweiten Tagebuchband lässt sich an Fakten naturgemäß wenig entnehmen. Es fällt auf, dass der Anfang der Version des Adenauer Kreis- und Wochenblatts wortwörtlich entspricht, das Ende allerdings davon abweicht. Die beiden Abbildungen, die angeblich diesen zweiten Band zeigen sollen, erscheinen zweifelhaft. Der Zustand des Einbands auf dem ersten Foto passt nicht zur Beschreibung des aufgefundenen Tagebuches – er ist zu gut erhalten. Das Foto des aufgeschlagenen Buches mit den letzten Seiten enthält eine Datierung nach Tagen sowie die Worte „meine Geliebten, mein Vater, meine Mutter, …“. Erstere Worte finden sich in der Veröffentlichung im Wochenblatt nicht, wobei „my beloved“ in der deutschen Ausgabe des Tagebuchs falsch als „mein Geliebter“ übersetzt wird, was zur Liebesgeschichte des ersten Tagebuchbandes passt. Zudem wirkt die (für eine angeblich sterbende Person ohnehin zu sorgfältige und gleichmäßige) Schrift keineswegs wie eine originale Handschrift aus dem 19. Jahrhundert, sondern eher wie der Versuch, ein "altmodisches" aber auch für Ungeübte lesbares Schriftbild zu erschaffen.

## Verfilmung der Sage:4 Tage bis zur Ewigkeit
4 Tage bis zur Ewigkeit ist ein fiktionaler Kinospielfilm von Simon Pilarski und Konstantin Korenchuk, der auf der Sage der Idilia Dubb basiert. Der Film vermischt die Genre-Elemente Liebesdrama und Mystery und wurde von Sternenberg Films produziert. Die Hauptrollen werden von Lea van Acken als Idilia Dubb, Eric Kabongo als Caven und André M. Hennicke als Franz Hagerberg gespielt.
Der Film erzählt die Geschichte der Idilia Dubb, die im 19. Jahrhundert im Mittelrheintal schwer verletzt in einer düsteren Burgruine aufwacht und sich an nichts erinnern kann. Ihr Tagebuch hilft ihr dabei, ihre Vergangenheit zu entschlüsseln und offenbart eine heimliche Romanze mit Caven, einem abessinischen Schausteller, der für Idilias Verlobten Franz Hagerberg auf dessen Völkerschau arbeiten muss. Die Rückblenden zeigen ihre Romanze und den Kampf ums Überleben, während Realität und Fantasie verschwimmen.
Die Verfilmung greift Elemente der dramatischen Geschichte der Idilia Dubb auf. Dabei werden auch sozialkritische Themen wie die Völkerschauen jener Zeit thematisiert, bei denen Menschen fremder Völker ausgestellt wurden. Der Film kombiniert kulturhistorische Themen mit der Sage und verbindet Arthouse-Elemente mit Genre-Elementen.
Gedreht wurde der Film in Deutschland an 32 Drehtagen. Drehorte waren unter anderem der Bergpark in Kassel, das Felsenmeer im Odenwald, der Staatspark Fürstenlager in Bensheim und das Brentanohaus in Oestrich-Winkel. Die Burgruine der Burg Lahneck bei Lahnstein wurde als Filmkulisse in einem Studio nachgebaut und für die Außenaufnahmen wurde ein aufwändiges Modell im kleineren Maßstab angefertigt, um die Burg per Nachbearbeitung in die Landschaft des Felsenmeers einzubauen.
Die Weltpremiere des Films fand am 10. Februar 2022 beim Paris International Film Festival statt. Der deutsche Kinostart erfolgte am 27. April 2023. Der Film wurde außerdem bei verschiedenen internationalen Filmfestivals wie dem Buenos Aires International Film Festival, Portland Film Festival und Sydney Film Festival gezeigt.

## Rezeption
- Der Schriftsteller Wilhelm Schäfer verarbeitete das Schicksal der Idilia Dubb bereits 1911 in seiner Novelle Das fremde Fräulein.[18]
- Der Komponist Mark Moebius machte aus dem Schicksal der Idilia Dubb eine Kammeroper, die in drei Teilen die letzten Tage der Idilia Dubb vertont. Wachszenen wechseln darin mit Traumsequenzen des immer weiter ermattenden Mädchens. Die Uraufführung fand am 14. September 2005 auf der Festung Ehrenbreitstein in Koblenz statt.[19]
- 2002 wurde die schwedische Version des Tagebuchs von Maj-Britt Remper als Hörbuch eingelesen.[20]
- Die deutsche Neofolk-Band Hekate hat dem Tod des Mädchens ihr Lied Edilia Dubb auf der CD Die Welt der dunklen Gärten (2011) gewidmet.

## Veröffentlichungen des Tagebuchs
- Idilia Dubb, Genevieve Hill: Idilia Dubbs dagbok. Übersetzt von Ann-Marie Ljungberg. Tiden, Stockholm 2001, ISBN 91-88877-43-4 (schwedisch, 230 S.).
- Idilia Dubb, Genevieve Hill: Das verschwundene Mädchen: die Aufzeichnungen der Idilia Dubb. Aus dem Englischen von Kattrin Stier. 1. Auflage. Bertelsmann, München 2002, ISBN 3-570-12745-1 (218 S.).
- Idilia Dubb, Genevieve Hill: Idilia Dubbs dagbog. Nach der schwedischen Ausgabe ins Dänische übersetzt von Hanna Lützen. 1. Auflage. Gyldendal, Kopenhagen 2002, ISBN 87-02-01124-7 (dänisch, 187 S.).
- Idilia Dubb, Genevieve Hill: Idilia Dubbs dagbok. Übersetzt von Kari Bolstad. Aschehoug, Oslo 2004, ISBN 82-03-24435-1 (norwegisch, 254 S.).
- Idilia Dubb, Genevieve Hill: Das verschwundene Mädchen: Die Aufzeichnungen der Idilia Dubb. Aus dem Englischen von Kattrin Stier. 1. Auflage. C.-Bertelsmann-Taschenbuch, München 2006, ISBN 3-570-30274-1 (218 S.).
- Idilia Dubb, Genevieve Hill: Het dagboek van Idilia. Aus dem Englischen von Mariëtte van Gelder. Mistral, Amsterdam 2009, ISBN 978-90-499-5124-5 (niederländisch, 192 S.).
- Idilia Dubb: The diary of Miss Idilia: A tragic tale of young love lost. Hrsg. von Genevieve Hill. Short, London 2010, ISBN 978-1-906021-81-8 (englisch, 239 S.).
- Idilia Dubb, Genevieve Hill: Idilia Dubbs dagbok. Übersetzt von Ann-Marie Ljungberg. Neue  Auflage. En bok för alla, Stockholm 2014, ISBN 978-91-7221-681-5 (schwedisch, 226 S.).